# Néma (Mauritanie)
Pour les articles homonymes, voir Nema.
Néma ou Neima est la plus importante ville du sud-est de la Mauritanie, le chef-lieu de la région (wilaya) Hodh El Chargui et celui du département (moughataa) de Néma. La ville se trouve au bout de la route de l'Espoir (N3) et constitue une voie de passage vers le Mali à l'est et au sud.

## Histoire
La ville de Néma fut créée par Moulaye Abdel Kerim.[réf. nécessaire]
Al-Qaïda au Maghreb islamique (AQMI) est active dans la zone depuis 2008.

## Démographie
Lors du recensement de 2000, la ville de Néma compte 13 759 habitants, mais elle est entourée de nombreux peuplements ruraux. L'agglomération compte donc environ 50 000 habitants, le département 90 000, la région un peu moins de 500 000.
La population de Néma est principalement composée surtout de Maures et d'Haratines, mais aussi de Peulhs, Wolofs, Soninkés et Bambaras installés.
Autres villes de la région : Bougadoum, Timbedra, Bousteille

## Économie
Lors du recensement de 2000, la ville de Néma comptait 13 759 habitants[1], mais elle est entourée de nombreux peuplements ruraux.
La population de Néma est principalement composée de soninkés, haratine, quelque peulh bambaras maures et de wolofs installés dans localité.